# Mistrovství světa v moderní gymnastice
Mistrovství světa v moderní gymnastice se poprvé konalo v Budapešti v roce 1963, rok po uznání moderní (umělecké) gymnastiky právoplatným sportovním odvětvím. Závod v Budapešti se původně konal jako celosvětová soutěž a mistrovstvím světa byl uznán až v následujícím roce – 1964. Závodu se zúčastnilo 28 gymnastek z 10 zemí, které soutěžily ve dvojboji volné sestavy bez náčiní a sestavy s míčem či obručí.
Do roku 1989 se mistrovství světa v moderní gymnastice konalo ve dvouletých cyklech. V 90. letech se pak tento závod konal každý rok. V 21. století se mistrovství světa koná každý rok s výjimkou roků Olympijských her.

## Medailistky

### Jednotlivkyně
| Víceboj jednotlivkyň | Víceboj jednotlivkyň      | Víceboj jednotlivkyň                | Víceboj jednotlivkyň                                 | Víceboj jednotlivkyň              |
| -------------------- | ------------------------- | ----------------------------------- | ---------------------------------------------------- | --------------------------------- |
| Rok                  | Místo konání MS           | Zlatá                               | Stříbrná                                             | Bronzová                          |
| 1963                 | Maďarsko Budapešť         | Ludmila Savinkovová                 | Taťána Kravčenková                                   | Julie Traslievová                 |
| 1965                 | Československo Praha      | Hana Mičechová                      | Taťána Kravčenková                                   | Hana Machatová                    |
| 1967                 | Dánsko Kodaň              | Jelena Karpuchinová                 | Ute Lehmannová                                       | Liubov Sereda                     |
| 1969                 | Bulharsko Varna           | Maria Gigova                        | Liubov Sereda Neška Robevová Galima Šugurovová       |                                   |
| 1971                 | Kuba Havana               | Maria Gigova                        | Jelena Karpuchinová                                  | Alfia Nazmutdinova                |
| 1973                 | Nizozemsko Rotterdam      | Galima Šugurovová Maria Gigova      | Natalia Krachinnekova                                |                                   |
| 1975                 | Španělsko Madrid          | Carmen Rischerová                   | Christiana Rosenbergová                              | Maria Jesús Alegre                |
| 1977                 | Švýcarsko Basilej         | Irina Děrjuginová                   | Galima Šugurovová                                    | Kristina Guiourova                |
| 1979                 | Spojené království Londýn | Irina Děrjuginová                   | Elena Tomas                                          | Irina Gabašvili                   |
| 1981                 | Německo Mnichov           | Anelia Ralenkova                    | Lilia Ignatova Iliana Raeva                          |                                   |
| 1983                 | Francie Štrasburk         | Diljana Georgievová                 | Galina Běloglazovová Lilia Ignatova Anelia Ralenkova |                                   |
| 1985                 | Španělsko Valladolid      | Diljana Georgievová                 | Lilia Ignatova                                       | Bianka Panovová                   |
| 1987                 | Bulharsko Varna           | Bianka Panovová                     | Adriana Dunavska Elizabeth Koleva                    |                                   |
| 1989                 | Jugoslávie Sarajevo       | Olexandra Tymošenková               | Bianka Panovová                                      | Adriana Dunavska Oxana Skaldinová |
| 1991                 | Řecko Atény               | Oxana Skaldinová                    | Olexandra Tymošenková                                | Mila Marinova                     |
| 1992                 | Belgie Brusel             | Oxana Kostinová                     | Maria Petrova                                        | Larissa Loukianenko               |
| 1993                 | Španělsko Alicante        | Maria Petrova                       | Kateryna Serebrjanska                                | Amina Zaripová                    |
| 1994                 | Francie Paříž             | Maria Petrova                       | Larissa Loukianenko Amina Zaripová                   |                                   |
| 1995                 | Rakousko Vídeň            | Kateryna Serebrjanska Maria Petrova | Larissa Loukianenko Yannina Batyrchina               |                                   |
| 1997                 | Německo Berlín            | Olena Vitryčenková                  | Natalia Lipkovskaya                                  | Yannina Batyrchina                |
| 1999                 | Japonsko Ósaka            | Alina Kabajevová                    | Julia Raskinová                                      | Yulia Barsuková                   |
| 2001                 | Španělsko Madrid          | Tamara Jerofejevová                 | Simona Peycheva                                      | Anna Bessonovová                  |
| 2003                 | Maďarsko Budapešť         | Alina Kabajevová                    | Anna Bessonovová                                     | Irina Čaščinová                   |
| 2005                 | Ázerbájdžán Baku          | Olga Kapranovová                    | Anna Bessonovová                                     | Irina Čaščinová                   |
| 2007                 | Řecko Patras              | Anna Bessonovová                    | Věra Sesinová                                        | Olga Kapranovová                  |
| 2009                 | Japonsko Mie              | Jevgenija Kanajevová                | Darja Kondakovová                                    | Anna Bessonovová                  |
| 2010                 | Rusko Moskva              | Jevgenija Kanajevová                | Darja Kondakovová                                    | Melitina Stanjutová               |
| 2011                 | Francie Montpellier       | Jevgenija Kanajevová                | Darja Kondakovová                                    | Alija Garajevová                  |
| 2013                 | Ukrajina Kyjev            | Jana Kudrjavcevová                  | Hanna Rizatdinovová                                  | Melitina Stanjutová               |
| 2014                 | Turecko Smyrna            | Jana Kudrjavcevová                  | Margarita Mamunová                                   | Hanna Rizatdinovová               |
| 2015                 | Německo Stuttgart         | Jana Kudrjavcevová                  | Margarita Mamunová                                   | Melitina Stanjutová               |
| 2017                 | Itálie Pesaro             | Dina Averinová                      | Arina Averinová                                      | Linoy Ashramová                   |
| 2018                 | Bulharsko Sofie           | Dina Averinová                      | Linoy Ashramová                                      | Aleksandra Soldatova              |
| 2019                 | Ázerbájdžán Baku          | Dina Averinová                      | Arina Averinová                                      | Linoy Ashramová                   |
| 2021                 | Japonsko Kitakjúšú        | Dina Averinová                      | Alina Harnasko                                       | Arina Averinová                   |
| 2022                 | Bulharsko Sofie           | Sofie Raffaeli                      | Darja Varfolomeev                                    | Stiliana Nikolová                 |
| 2023                 | Španělsko Valencia        |                                     |                                                      |                                   |

### Společné skladby
| Víceboj jednotlivkyň | Víceboj jednotlivkyň      | Víceboj jednotlivkyň | Víceboj jednotlivkyň | Víceboj jednotlivkyň |
| -------------------- | ------------------------- | -------------------- | -------------------- | -------------------- |
| Rok                  | Místo konání MS           | Zlatá                | Stříbrná             | Bronzová             |
| 1967                 | Dánsko Kodaň              | Sovětský svaz        | Československo       | Bulharsko            |
| 1969                 | Bulharsko Varna           | Bulharsko            | Sovětský svaz        | Československo       |
| 1971                 | Kuba Havana               | Bulharsko            | Sovětský svaz        | Itálie               |
| 1973                 | Nizozemsko Rotterdam      | Sovětský svaz        | Československo       | Východní Německo     |
| 1975                 | Španělsko Madrid          | Itálie               | Japonsko             | Španělsko            |
| 1977                 | Švýcarsko Basilej         | Sovětský svaz        | Bulharsko            | Československo       |
| 1979                 | Spojené království Londýn | Sovětský svaz        | Československo       | Bulharsko            |
| 1981                 | Německo Mnichov           | Bulharsko            | Sovětský svaz        | Československo       |
| 1983                 | Francie Štrasburk         | Bulharsko            | Sovětský svaz        | Severní Korea        |
| 1985                 | Španělsko Valladolid      | Bulharsko            | Sovětský svaz        | Severní Korea        |
| 1987                 | Bulharsko Varna           | Bulharsko            | Sovětský svaz        | Čína Španělsko       |
| 1989                 | Jugoslávie Sarajevo       | Bulharsko            | Sovětský svaz        | Španělsko            |
| 1991                 | Řecko Atény               | Španělsko            | Sovětský svaz        | Severní Korea        |
| 1992                 | Belgie Brusel             | Rusko                | Španělsko            | Severní Korea        |
| 1994                 | Francie Paříž             | Rusko                | Španělsko            | Bulharsko            |
| 1995                 | Rakousko Vídeň            | Bulharsko            | Španělsko            | Bělorusko            |
| 1996                 | Maďarsko Budapešť         | Bulharsko            | Španělsko            | Bělorusko            |
| 1998                 | Španělsko Sevilla         | Bělorusko            | Španělsko            | Rusko                |
| 1999                 | Japonsko Ósaka            | Rusko                | Řecko                | Bělorusko            |
| 2002                 | USA New Orleans           | Rusko                | Bělorusko            | Řecko                |
| 2003                 | Maďarsko Budapešť         | Rusko                | Bulharsko            | Bělorusko            |
| 2005                 | Ázerbájdžán Baku          | Rusko                | Itálie               | Bělorusko            |
| 2007                 | Řecko Patras,             | Rusko                | Itálie               | Bělorusko            |
| 2009                 | Japonsko Mie              | Itálie               | Bělorusko            | Rusko                |
| 2010                 | Rusko Moskva              | Itálie               | Bělorusko            | Rusko                |
| 2011                 | Francie Montpellier       | Itálie               | Rusko                | Bulharsko            |
| 2013                 | Ukrajina Kyjev            | Bělorusko            | Itálie               | Rusko                |
| 2014                 | Turecko Smyrna            | Bulharsko            | Itálie               | Bělorusko            |
| 2015                 | Německo Stuttgart         | Rusko                | Bulharsko            | Španělsko            |
| 2017                 | Itálie Pesaro             | Rusko                | Bulharsko            | Japonsko             |
| 2018                 | Bulharsko Sofie           | Rusko                | Itálie               | Bulharsko            |
| 2019                 | Ázerbájdžán Baku          | Rusko                | Japonsko             | Bulharsko            |
| 2021                 | Japonsko Kitakjúšú        | Rusko                | Itálie               | Bělorusko            |
| 2022                 | Bulharsko Sofie           | Bulharsko            | Izrael               | Španělsko            |
| 2023                 | Španělsko Valencia        |                      |                      |                      |